# Taruga fastigo
Espèce
Synonymes
- Polypedates fastigo Manamendra-Arachchi & Pethiyagoda, 2001

Statut de conservation UICN

 CR B1ab(iii) : 
En danger critique
Taruga fastigo est une espèce d'amphibiens de la famille des Rhacophoridae.

## Répartition
Cette espèce est endémique du Sri Lanka. Elle se rencontre dans une localité des monts Rakwana au Sud-Ouest de l'île, à 1 060 m d'altitude,.

## Publication originale
- Manamendra-Arachchi & Pethiyagoda, 2001 : Polypedates fastigo, a new tree frog (Ranidae: Rhacophorinae) from Sri Lanka. Journal of South Asian Natural History, vol. 5, p. 191-199.